# Isosembia aequalis
Isosembia aequalis är en insektsart som först beskrevs av Ross 1944.  Isosembia aequalis ingår i släktet Isosembia och familjen Anisembiidae. Inga underarter finns listade i Catalogue of Life.